# Raluca Sârghe
Monica Raluca Sârghe (n. 24 iulie 1987, Hunedoara, Hunedoara, România) este o fostă jucătoare română de fotbal care a jucat pe postul de mijlocaș pentru cluburile Clujana Cluj, Olimpia Cluj și Konak Belediyespor din Izmir.

## Cariera
Sârghe practica atletismul înainte de a alege fotbalul. „Acest avantaj o face una din cele mai rapide extreme din Europa”, lucru menționat de ziaristul Onur Atiș în publicația turcă Medyafaresi.
Sârghe a jucat în Prima ligă românească pentru Olimpia Cluj, cu care a câștigat două titluri de campioană, și cu care a participat în Liga Campionilor.
În 2010 a fost transferată de CFF Clujana, cu care a câștigat campionatul de cinci ori.
În noiembrie 2012 s-a transferat cu Cosmina Dușa la echipa turcă Konak Belediyespor din Izmir, care juca în prima ligă turcă. Aici a devenit de patru ori la rând campioană, între sezoanele 2012-13 și 2015-16. Sârghe a jucat în șase meciuri din Liga Campionilor la Femei 2013-14, trei în calificările pentru aceeași competiție din 2014-2015 și trei în calificările din 2016-17, și a marcat două goluri în total. În calificările din sezonul 2017-18 din Tbilisi, Georgia, a jucat în două dintre cele trei meciuri pentru echipa ei.
S-a retras din activitate în 2018.

### Internaționaleă
Pâna în 2016 a fost componentă a Echipei naționale de fotbal a României, fiind căpitan al echipei.

## Statistici
La 18 martie 2018..
| Club                 | Sezon         | Ligă           | Ligă    | Ligă   | Continental | Continental | Național | Național | Total   | Total |
| Club                 | Sezon         | Divizie        | Meciuri | Goluri | Meciuri     | Goluri      | Meciuri  | Goluri   | Meciuri | Goals |
| -------------------- | ------------- | -------------- | ------- | ------ | ----------- | ----------- | -------- | -------- | ------- | ----- |
| Clujana Olimpia Cluj | 2004–13       | Liga I Feminin |         |        |             |             |          |          |         |       |
| Clujana Olimpia Cluj | Total         |                |         |        |             |             |          |          |         |       |
| Konak Belediyespor   | 2012–13       | Prima Ligă     | 14      | 6      | –           | –           | 0        | 0        | 14      | 6     |
| Konak Belediyespor   | 2013–14       | Prima Ligă     | 11      | 1      | 6           | 0           | 7        | 1        | 24      | 2     |
| Konak Belediyespor   | 2014–15       | Prima Ligă     | 16      | 9      | 3           | 1           | 3        | 0        | 22      | 10    |
| Konak Belediyespor   | 2015–16       | Prima Ligă     | 17      | 1      | 0           | 0           | 0        | 0        | 17      | 1     |
| Konak Belediyespor   | 2016–17       | Prima Ligă     | 17      | 1      | 3           | 1           | 0        | 0        | 20      | 2     |
| Konak Belediyespor   | 2017–18       | Prima Ligă     | 13      | 0      | 2           | 0           | 0        | 0        | 15      | 0     |
| Konak Belediyespor   | Total         | Total          | 88      | 18     | 14          | 2           | 10       | 1        | 112     | 21    |
| Total carieră        | Total carieră | Total carieră  | 23      | 3      | 28          | 3           |          |          |         |       |

## Titluri
Campionatul României
Clujana Cluj
Câștigătoare (5): 2005, 2006, 2007, 2008, 2009
Olimpia Cluj
Câștigătoare (2): 2011, 2012
Cupa României
Clujana Cluj
Câștigătoare (3): 2005, 2006, 2008
Olimpia Cluj
Câștigătoare (2): 2011, 2012
Prima Liga de Fotbal Feminin din Turcia
Konak Belediyespor
Câștigătoare (5): 2013, 2014, 2015, 2016, 2017
Locul trei (1): 2018

## Legături externe
Materiale media legate de Raluca Sârghe la Wikimedia Commons
- Raluca Sârghe pe site-ul UEFA